# Mircea Dumitru
Mircea Dumitru  (n. 14 iulie 1960, București, România) este un filosof român, profesor de logică la Facultatea de Filosofie și rector (2011-2019) al Universității din București. Este membru titular al Academiei Române (din 2021) și vicepreședinte al acesteia (din 4 mai 2022). Este membru al Academia Europaea (din 2019). În perioada iulie 2016–ianuarie 2017 a fost ministru al educației în guvernul condus de Dacian Cioloș.

## Biografie
- 1979 absolvent al Liceului de muzică nr. 1, București
- 1981 - 1985 Facultatea de Filosofie, Universitatea București
- 1994 - 1998 Ph.D. student, Tulane University, New Orleans, SUA
- 1998 Doctor în Filosofie, Universitatea București; lucrarea Lois crede că. Neo-fregeanism și neo-russellianism în semantica atribuirii de atitudini propoziționale și a referinței directe. (conducător științific Ștefan Georgescu)
- 1998 Ph.D. Tulane University, New Orleans; lucrarea On Incompleteness in Modal Logic. An Account Through Second-Order Logic (conducător științific Graeme Forbes)
- 2000 - 2008: Decan al Facultății de Filosofie, Universitatea din București
- 2004 - prezent: Profesor universitar, Facultatea de Filosofie, Departamentul de Filosofie Teoretică din Universitatea din București
- 2011 - 2019 Rector, Universitatea din București
- 2014 Membru corespondent al Academiei Române
- 2017 - prezent Președinte International Institute of Philosophy
- 2019 Fellow Academia Europaea
- 2020 - prezent Executive Director, Bucharest - US Fulbright Commission
- 2021 Membru titular al Academiei Române

## Operă

### Cărți
- On Incompleteness in Modal Logic. An Account through Second-Order Logic, UMI, A Bell & Howell Information Company, 300 North Zeeb Road, Ann Arbor, MI 48106-1346, USA, 1998
- Logică și argumentare, manual pentru licee (co-autor P. Bieltz), Editura ALL, București, 1999
- Modalitate și incompletitudine. Logica modală ca logică de ordin superior (cuvânt înainte de Graeme Forbes, și postfață de Melvin Fitting), Editura Paideia, Bucuresti, 2001
- Explorări logico-filosofice (postfață de Sorin Vieru), Editura Humanitas, București, 2004.
- Truth, editori Mircea Dumitru și Gabriel Sandu, Editura Universității din București, 2013.
- Meaning and Truth, editori Sorin Costreie și Mircea Dumitru, Editura “Pro Universitaria”, 2015.
- 60 de ani în Universitate. O carte dedicată profesorului Mircea Flonta, editori Mircea Dumitru, Adrian-Paul Iliescu, Valentin Mureșan, Cosmin Văduva, Editura Universității din București, 2015.
- Lumi ale gandirii. Zece eseuri logico-metafizice, Editura Polirom, 2019.
- Thinking with Aristotle since 2400 Years, Mircea Dumitru, Cristian Iftode, Savu Totu (editori), Editura Universității din București, 2020.
- Metaphysics, Meaning, and Modality. Themes from Kit Fine, editor și autor, Oxford University Press, 2020.
- Understanding and Conscious Experience (Routledge Studies in the Philosophy of Science), Andrei Mărășoiu, Mircea Dumitru (editori), Routledege, 2025.
- Filosofia și limitele gândirii. Zece eseuri de filosofie teoretică, Editura Polirom, 2025.

### Studii
- "Aspecte epistemologice ale axiomatizării", în Istoria și filosofia științei, Editura Universității, Iași, 1982, pp. 136 - 147.
- "Teoria științifică relațiile interteoretice. Studiu de caz", în Istoria și filosofia științei, Editura Universității, Iași, 1988, vol. 2, pp. 655 - 663.
- "Argumente pentru o teorie unificată a dinamicii cunoașterii științifice", în Istoria și filosofia științei, Editura Universității, Iași, 1988, vol. 2, pp. 741 - 747.
- "Logica modală ca logică de ordin superior", în Itinerarii logico-filosofice editori Valentin Mureșan și Mircea Dumitru, Editura Universității din București, 2004, pg. 178-200.
- “On the Normativity of Logic”, în Normativity, Acta Philosophica Fennica, The 2019 Entretiens of Institute International de Philosophie, Ilkka Niiniluoto & Sami Pihlstrom (ed.), 2020 pg. 51-66.
- “Modal Frame Incompleteness. An Account through Second-Order Logic”, în Selected Topics in Contemporary Logic. Landscapes in Logic 2, Melvin Fitting (editor), College Publications, 2021.
- “The Universal and the Individual. Aristotle on Substance and Philia (Friendship-Love)”, în volumul Love as Common Ground: Essays on Love in Religion , Paul Fiddes (ed.), Lexington Books, 2021.
- "Saul Kripke on Belief Ascription", în Inaugural Issue East Asian Journal of Philosophy 1 (1), 2021.
- "On the Preeminence of Euclidean Geometry: Nash’s Embedding Theorems", co-autor Liviu Ornea, The Journal for General Philosophy of Science, 2024.
- " “Feeling the proof”: Is there such a thing as a phenomenology of reasoning?", în Understanding and Conscious Experience (Routledge Studies in the Philosophy of Science), Andrei Mărășoiu, Mircea Dumitru (editori), Routledege, 2025.
- "Representations, Models, and Rules", Topoi, 2025.

### Traduceri
- L. Laudan, Perspectivă critică asupra axiologiei și metodologiei realiste (coord. Angela Botez) , Editura Politică, București, 1988, pp. 89 - 115.
- Robert Nozick, Filosofie coercitivă și pluralism filosofic, în Filosoful Rege , Editura Humanitas, București, 1992, pp. 180 - 196.
- Ludwig Wittgenstein, Caietul albastru, (București: Editura Humanitas, 1993), în colaborare cu M. Flonta și A. P. Iliescu.
- Robert Nozick, Anarhie, stat și utopie, Editura Humanitas, București 1997
- R. J. Bogdan, Temeiuri ale cunoașterii: cum modelează comportamentul teleologic mintea, Editura ALL, București, 1998
- Saul Kripke, Numire și necesitate, Editura ALL, București 2001
- Ludwig Wittgenstein, Tractatus Logico-Philosophicus, Editura Humanitas, București, 2001, în colaborare cu M. Flonta.
- Ludwig Wittgenstein, Cercetări filosofice, Editura Humanitas, București, 2004, în colaborare cu M. Flonta.
- Graeme Forbes, Esență individuală și vaguitate, în volumul Itinerarii logico-filosofice, Editura Universității din București, 2004, pg. 215-234.
- W.V. Quine, J.S. Ullian, Țesătura opiniilor (The Web of Belief), Editura Paralela 45, 2007; ediția a II-a, Editura "Polirom", 2021.

## Premii
- Premiul Mircea Florian al Academiei Române pentru lucrarea Modalitate și incompletitudine. Logica modală ca logică de ordin superior

## Controverse
În octombrie 2016 a fost acuzat de către deputatul Sebastian Ghiță de colaborare cu Securitatea. Aceeași acuză i s-a adus și în iulie 2019 de către Victor Ponta.
De-a lungul carierei sale de rectorat, Mircea Dumitru este cunoscut pentru faptul că are o poziție anti-guvernamentală, amestecând Universitatea din București în anumite jocuri politice.
În iulie 2019, după afirmațiile controversate ale profesorului Vasile Răducă, Mircea Dumitru a cerut demisia acestuia din funcția de prodecan, lucru care s-a și întâmplat. Totuși, deși Dumitru susținea că profesorul Răducă va ieși la pensie în toamnă datorită vârstei pensionării, tot acesta cu trei luni mai târziu îi aprobă cererea în care el cerea extinderea activității de profesor universitar cu încă un an. Acest lucru a fost motivat de faptul că Răducă cere acest lucru pentru a duce la capăt anul universitar pe care l-a început la 1 octombrie 2019 (iar vârsta pensionării fiind la 6 noiembrie 2019), prin urmare rămânând la catedra de Morală până la data de 31 septembrie 2020.